# Campyloides
Campyloides is een geslacht van kevers uit de familie  
kniptorren (Elateridae).
Het geslacht is voor het eerst wetenschappelijk beschreven in 1907 door Schwarz.

## Soorten
Het geslacht omvat de volgende soorten:
- Campyloides fleutiauxi Schwarz, 1905
- Campyloides fleutiauxi (Schwarz, 1905)